# Shinji Tsujio
Shinji Tsujio (辻尾 真二 Tsujio Shinji?), född 23 december 1985 i Osaka prefektur, är en japansk fotbollsspelare.
Tsujio började sin karriär 2008 i Shimizu S-Pulse. Han spelade 57 ligamatcher för klubben. 2012 flyttade han till Sanfrecce Hiroshima. Med Sanfrecce Hiroshima vann han japanska ligan 2012. Efter Sanfrecce Hiroshima spelade han för Oita Trinita, Zweigen Kanazawa och SC Sagamihara. Han avslutade karriären 2018.